# SLC9B2
SLC9B2‏ (Solute carrier family 9 member B2) هوَ بروتين يُشَفر بواسطة جين SLC9B2 في الإنسان.